# Acrobasis bifidella
Acrobasis bifidella is een vlinder uit de familie van de snuitmotten (Pyralidae). De wetenschappelijke naam van deze soort is voor het eerst voorgesteld als Melitene bifidella door John Henry Leech in een publicatie uit 1889.
De soort komt voor in China en in Korea of Japan.